# Wilhelm Rath (Schriftsteller)
Wilhelm Rath (* 14. Mai 1897 in Berlin; † 13. Januar 1973 in Wolfsberg, Österreich) war ein deutscher biologisch-dynamischer Landwirt und Buchautor. Seine Forschungen zur deutschen Mystik und zu der Schule von Chartres führten zu zahlreichen Veröffentlichungen über die Gottesfreunde und den „Gottesfreund vom Oberland“, Alanus ab Insulis, Bernardus Silvestris und Johannes von Hildesheim.

## Leben
Nach dem Abitur 1914 meldete er sich zum Kriegsdienst und wurde als Kriegsgefangener in England einquartiert, wo er die Anthroposophie kennenlernte. Nach dem Krieg nahm er Kontakt zu Rudolf Steiner auf und wirkte ab 1935 als Landwirt in Österreich.
Zusammen mit Ernst Lehrs trug er Wesentliches zur Organisation des Pädagogischen Jugendkurses 1922 bei und dadurch zur Gründung eines esoterischen Jugendkreises mit Hilfe Rudolf Steiners.

## Werke
- Der Gottesfreund vom Oberland. Heitz, Leipzig 1930. (5. Auflage. Verlag Freies Geistesleben, Stuttgart 2014, ISBN 978-3-7725-0559-1)
- Die Bildsprache der Goetheanum-Glasfenster. Mellinger, Stuttgart 1971.
- Rudolf Steiner und Thomas von Aquino. Perseus, Basel 1991. (2. erg. Auflage. 2010, ISBN 978-3-907564-09-7)

Als Herausgeber bzw. Übersetzer:
- Alanus ab Insulis: Der Anticlaudian oder Die Bücher von der himmlischen Erschaffung des neuen Menschen. 2. Auflage. 1983, ISBN 3-88069-071-5.
- Bernardus Silvestris: Über die allumfassende Einheit der Welt. 3. Auflage. 1989, ISBN 3-88069-070-7.
- Johannes von Hildesheim: Die Legende von den Heiligen Drei Königen. Berlin 1925. (2. Auflage. Mellinger, Stuttgart 1980, ISBN 3-88069-152-5)
- Das Buch vom Gral. Verlag Freies Geistesleben, Stuttgart 1968.
- Die Jugendzeit Rudolf Steiners in Österreich. Die Kommenden, Freiburg im Breisgau 1971.